# Euphaedra herberti
Euphaedra herberti är en fjärilsart som beskrevs av Sharpe 1891. Euphaedra herberti ingår i släktet Euphaedra och familjen praktfjärilar. Inga underarter finns listade i Catalogue of Life.